# Vårdinge församling
Vårdinge församling är en församling i Södertälje kontrakt i Strängnäs stift. Församlingen ligger i Södertälje kommun i Stockholms län. Församlingen ingår i Järna-Vårdinge pastorat.

## Administrativ historik
Församlingen har medeltida ursprung.
Församlingen utgjorde till 1975 ett eget pastorat för att därefter vara annexförsamling i pastoratet Överjärna, Ytterjärna och Vårdinge.

## Organister
| Ämbetstid | Namn            | Levnadstid | Övrigt    |
| --------- | --------------- | ---------- | --------- |
| 1708–1711 | Erick Lindh     | 1672–1711  | Organist. |
| 1711      | Johan Flodman   |            | Organist. |
| 1711-1715 | Nils Brunman    | 1662–      | Organist. |
| 1740      | Jacob Hiempling |            | Organist. |
| 1750–1780 | Eric Lindberg   |            | Organist. |

## Kyrkor
- Vårdinge kyrka